# Мисури Сити (Мисури)
Мисури Сити (енгл. Missouri City) град је у америчкој савезној држави Мисури.

## Демографија
По попису из 2010. године број становника је 267, што је 28 (-9,5%) становника мање него 2000. године.
| Група             | 2000.       | 2010.       |
| Белци             | 276 (93,6%) | 235 (88,0%) |
| Афроамериканци    | 8 (2,7%)    | 11 (4,1%)   |
| Азијати           | 0 (0,0%)    | 1 (0,4%)    |
| Хиспаноамериканци | 0 (0,0%)    | 6 (2,2%)    |
| Укупно            | 295         | 267         |